# Château de Lesches
Le Château de Lesches est situé sur la commune de Lesches en Seine-et-Marne.

## Description
Cet édifice situé au milieu du village date au moins du XVIIe siècle. Il est composé d’un grand corps central à lucarnes ornées, avec deux ailes plus basses en retour.
Une partie du parc du château est constitué par le bois de la Chênée.
la magnifique grille, soudée au plomb, marquée de la lettre « E » qui correspondrait au nom « d'Esmangard » (grille classée à l’inventaire supplémentaire des Monuments Historiques).
Dans ce parc se cachent des éléments incroyables : 
- un tulipier de Virginie qui fut planté sous le règne de Marie-Antoinette.
- une glacière figurant à l'inventaire des monuments historiques.

## Historique

### Histoire
La famille Archambault en a été propriétaire depuis au moins 1641 et ce jusqu’en 1765, date de la vente à Hyacinthe Esmangard, écuyer, demeurant ordinairement à Paris paroisse Saint-Nicolas.
La venderesse est Marie Louise Constance Marquelet de La Noue, épouse de François Antoine de Pinteville de Cernon, baron de Cernon,  à qui est échue cette maison bourgeoise à la suite de la succession de sa mère Marie-Louise Archambault épouse de Louis Marie Robert Marquelet de La Noue.
En 1796, Michel Guillaume Jean de Crèvecoeur dit Saint-John de Crèvecoeur et son gendre Louis Guillaume Otto, comte de Mosloy achètent le château (55 000 livres). Il fut habité jusqu’en 1836 par la belle-fille de Saint-John de Crèvecoeur, Gabrielle Narcisse Mesnage de Cagny qui l’avait racheté en 1807.
Il passe ensuite dans la famille Delachapelle jusqu’à la mort de la baronne de Valfresne, dernière représentante de cette famille.

### Liste des propriétaires

#### Famille Archambault
- Jean Archambault, sieur des Paisibles (1619 - 1687). Il fait construire le château de Lesches.
- François Archambault, sieur des Paisibles (1655 - 1739), fils du précédent.
- Marie-Louise Archambault (1713 - 1737), fille du précédent, épouse Louis Marquelet de La Noue seigneur de La Noue (1695 - 1759). Il obtient le château de Lesches par son mariage.

#### Famille Marquelet de La Noue
- Marie-Louise Marquelet de La Noue, baronne de Cernon (1732 - 1814), fille des précédents, épouse François de Pinteville de Cernon, baron de Cernon (1727 - 1813). Il obtient le château de Lesches par son mariage.

#### Famille de Saint-John de Crèvecoeur et Otto de Mosloy
- Hector de Saint-John de Crèvecoeur (1735 - 1813) et Louis-Guillaume Otto, 1er comte de Mosloy (1853 - 1817) achètent le château de Lesches en 1796 aux précédents.
  - Guillaume de Saint-John de Crèvecoeur (1772 - 1806), fils d'Hector de Saint-John de Crèvecoeur, épouse Gabrielle Mesnage de Cagny (1780 - 1857). Elle obtient le château de Lesches par son mariage.

#### Famille Delachapelle
- François Delachapelle (1789 - 1847) achète le château de Lesches à la précédente.
- Sophie Delachapelle (1817 - ?), fille du précédent, épouse Athanase Carré (? - ?). Il obtient le château de Lesches par son mariage.

#### Famille Carré
- Françoise Carré, baronne de Valfresne (1854 - 1936), fille des précédents, épouse Albert de Bray de Valfresne, baron de Valfresne (1837 - ?). Ils divorcent avant 1936.

...